# Khối (bảng tuần hoàn)

Các khối trong bảng tuần hoàn

Trong bảng tuần hoàn, khối là một tập hợp những nhóm liên kề nhau. Thuật ngữ này (tiếng Pháp:bloc, tiếng Anh: block) do Charles Janet đề xuất năm 1928. Các electron có năng lượng cao nhất trong mỗi khối thuộc về một loại obitan nguyên tử giống nhau, và đặt theo tên của loại obitan đó, do đó mà ta có các khối s, khối p, khối d và khối f, cùng với một khối mà một số nhà khoa học đặt giả thuyết tồn tại là khối g.
Tên của các khối, và của các phân lớp electron tương ứng cố nguồn gốc là chữ cái đầu của các từ tiếng Anh: sharp, principal, diffuse and fundamental, từ g trở đi theo thứ tự bảng chữ cái, bỏ qua j. Khối đôi khi cũng được gọi là các họ, mặc dù điều này có thể gây nhầm lẫn với nhóm trong bảng tuần hoàn